# Battaglia di Kafer Qal'eh
La battaglia di Kafer Qal'eh, fu uno scontro combattuto tra le forze persiane dell'Impero safavide capeggiate dallo scià Nadir e quelle afghane abdalidi capeggiate da Allahyar Khan, come parte della cosiddetta campagna di Herat. Nella fase culminante della battaglia si ravvisarono alcune somiglianze con la battaglia di Sangan in quanto entrambe vennero precedute e seguite da piccole schermaglie nell'area.

## Antefatto

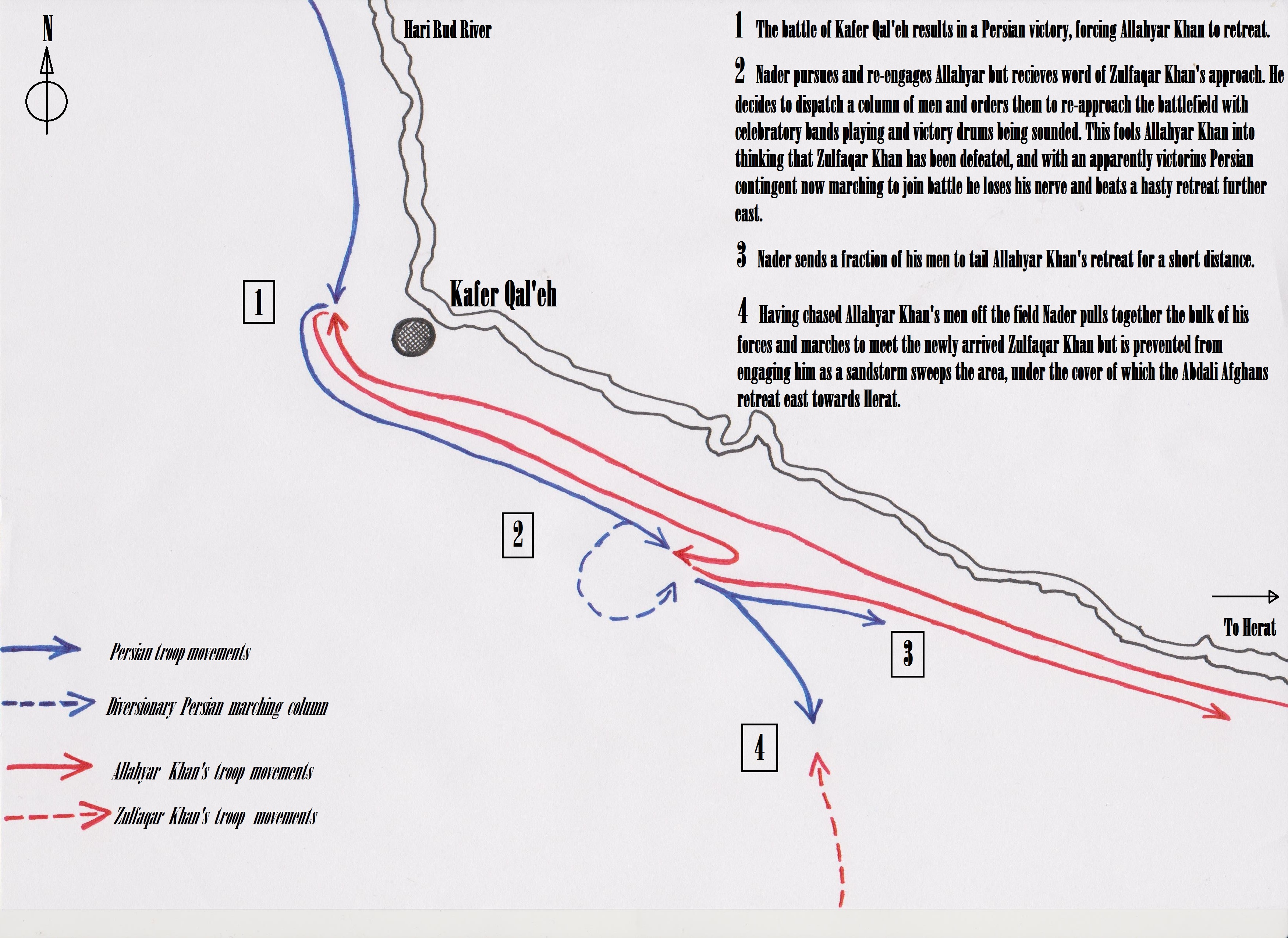
Diagramma militare che mostra le manovre chiave nella campagna

Una precedente incursione di Nadir aveva portato al saccheggio di Sangan ed alla vittoria tattica sull'esercito degli abdalidi con la quale egli era riuscito ad annettere il nuovo territorio e stava muovendosi verso Mashad. Il suo piano venne interrotto quando il suo scià, Tahmasp II lo dichiarò un traditore e lo impegnò in un breve conflitto che Nadir vinse, detronizzando lo scià e ponendosi al suo posto. Avendo risolto i problemi domestici dello Stato, Nadir si dedicò ad una spedizione contro Herat.

## La battaglia
Capeggiando le proprie armate per fronteggiare l'invasione di Nadir, Allahyar Khansi portò in contatto col nemico a 80 km ad ovest di Herat, presso Kfer Qal'eh trovando i moschettieri persiani disposti in linea e fiancheggiati da batterie di artiglieria e riserve di cavalleria. La risposta di Allahyar Khan non fu pronta e Nadir sfruttò l'occasione per attirarlo verso il fuoco combinato di fanteria ed artiglieria con uno stratagemma con piccole avanguardie.
Gli abdalidi decisero di darsi in una furiosa carica sul fianco sinistro persiano, da cui i persiani si salvarono come a Sangan, intraprendendo una zelante carica della cavalleria di riserva guidata personalmente da Nadir il quale uccise personalmente il comandante abdalide, riportando però una ferita ad una gamba. Anche se questo contrattacco non distrusse gli abdalidi, li costrinse però alla fuga.